# Tribolonotus
Genre
Tribolonotus est un genre de sauriens de la famille des Scincidae.

## Répartition
Les espèces de ce genre se rencontrent en Nouvelle-Guinée, dans l'archipel Bismarck et dans les Salomon.

## Description
Leur morphologie est très particulière pour des scinques : toutes les espèces du genre portent sur leur dos de une à quatre rangées d'écailles triangulaires et saillantes. Elles forment une véritable cotte de mailles dorsale. La tête "casquée", porte aussi des ostéodermes, lui donnant un aspect pyramidal. 

## Liste des espèces
Selon The Reptile Database (9 novembre 2017) :
- Tribolonotus annectens Zweifel, 1966
- Tribolonotus blanchardi Burt, 1930
- Tribolonotus brongersmai Cogger, 1973
- Tribolonotus choiseulensis Rittmeyer & Austin, 2017[3]
- Tribolonotus gracilis De Rooij, 1909
- Tribolonotus novaeguineae (Schlegel, 1834)
- Tribolonotus parkeri Rittmeyer & Austin, 2017[3]
- Tribolonotus ponceleti Kinghorn, 1937
- Tribolonotus pseudoponceleti Greer & Parker, 1968
- Tribolonotus schmidti Burt, 1930

## Publication originale
- Duméril & Bibron, 1839 : Erpétologie Générale ou Histoire Naturelle Complète des Reptiles. vol. 5. Roret/Fain et Thunot, Paris, p. 1-871 (texte intégral).